# Phyllophaga certanca
Phyllophaga certanca är en skalbaggsart som beskrevs av Saylor 1943. Phyllophaga certanca ingår i släktet Phyllophaga och familjen Melolonthidae. Inga underarter finns listade i Catalogue of Life.